# Odontostomidae
Los odontostómidos (Odontostomidae) son una familia de moluscos gastrópodos terrestres pulmonados que se encuentran en regiones tropicales, subtropicales y templadas.

## Taxonomía
Descripción original

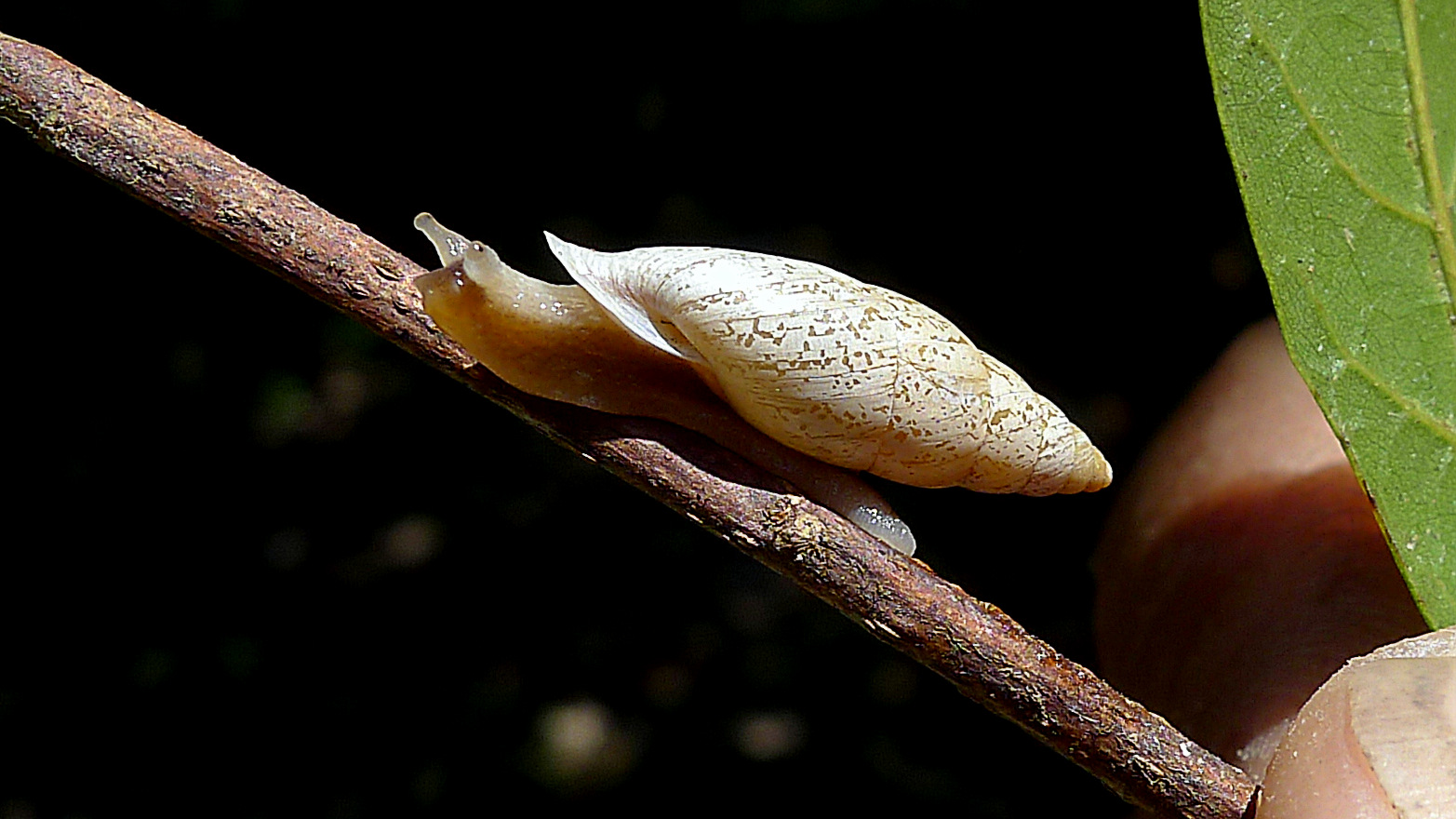
Bahiensis bahiensis.

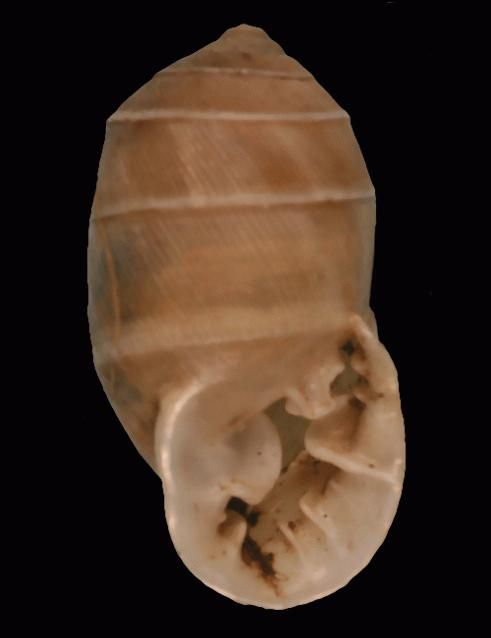
Plagiodontes weyenberghii.

Este taxón fue descrito originalmente en el año 1898 por el biólogo, malacólogo y carcinólogo estadounidense Henry Augustus Pilsbry junto con el malacólogo Edward Guirey Vanatta. El género Odontostomus había sido descrito en el año 1837 por Henrik Henricksen Beck.
En el año 2010, A. S. H. Breure, D. S. J. Groenenberg y M. Schilthuizen elevaron Odontostomini a Odontostomidae.
Caracterización
Sus integrantes se caracterizan por presentar la apertura obstruida por laminillas internas, pliegues o dientes. Muchas especies muestran diversas etapas de degeneración dental.
Subdivisión
La familia Odontostomidae incluye los siguientes géneros:
- Anostoma Fischer von Waldheim, 1807
- Bahiensis Jousseaume, 1877
- Biotocus Salgado & Leme, 1990
- Bonnanius Jousseaume, 1900
- Burringtonia Parodiz, 1944
- Clessinia Doering, 1874
- Clinispira Simone & Casati, 2013
- Cyclodontina Beck, 1837
- Hyperaulax Pilsbry, 1897
- Macrodontopsis Thiele, 1931
- Moricandia Pilsbry & Vanatta, 1898
- Odontostomus Beck, 1837
- Pilsbrylia Hylton Scott, 1952
- Plagiodontes Doering, 1876
- Spixia Pilsbry & Vanatta, 1898
- Tomigerus Spix, 1827
- Ventania Parodiz, 1940

## Distribución y hábitat
Los géneros que la integran están confinados geográficamente a la parte de América del Sur situada al este de la cordillera de los Andes y, con la excepción de algunas especies, a la región ubicada al sur de la Amazonia.